# Volkov Commander
Volkov Commander – narzędziowy program komputerowy, menedżer plików pracujący w systemie operacyjnym MS-DOS (może być uruchamiany także pod Windows), wzorowany na programie Norton Commander, lecz w stosunku do swego pierwowzoru jest bardziej funkcjonalny. Napisany w asemblerze, dlatego zajmuje jedynie około 64 kB pamięci dyskowej, a przez to doskonale nadawał się na dyskietkę systemową.
Przydatne cechy aplikacji to m.in.: śledzenie stanu wykorzystywania zasobów pamięci, dzielenie i łączenie plików, porównywanie zawartości katalogów, przypisywanie odpowiednich zdarzeń do określonych rozszerzeń.